# Jim Davis
James «Jim» Robert Davis (Marion, Indiana, 28 de julio de 1945) es un dibujante de cómics estadounidense, reconocido por ser el creador de Garfield.

## Biografía
Davis se crio en una granja junto a su padre Jim, su hermano Dave, y los 25 gatos de su madre Betty. El asma lo hizo pasar largas temporadas en cama, tiempo que usaba para dibujar. Al inicio no lo hacía muy bien, pero con el tiempo mejoró la técnica y decidió añadir textos a sus dibujos: nació un nuevo dibujante de tiras cómicas.
Después de graduarse en la universidad —donde conoció a su mujer Carolyn— trabajó dos años en una agencia de publicidad. En 1969, comenzó a trabajar de ayudante de Tom Ryan, el creador de la tira cómica Tumbleweeds. Luego, Davis creó la tira de Gnorm Gnat —algo así como Mosquito Gnorm— que, aunque se publicó en un periódico local de Indiana, no logró vender a la compañía nacional de editores de tiras cómicas Paws. 
Tras cinco años publicando las historias de ese mosquito, Davis decidió crear al gato Garfield. Ahora sí compraron las tiras cómicas, y empezó a publicarse en 1978 en 41 diarios. Nunca pensó que ese personaje tendría tanto éxito: hoy, ese gato protagoniza la tira con mayor difusión del mundo, con más de 220.000.000 de lectores y publicada en más de 2.500 periódicos mundiales. Para Jim Davis, la vida con Garfield es simple: "Si nosotros tratamos bien al gato, el gato nos tratará bien a nosotros".
Con esa premisa, además de la tira cómica con mayor crecimiento de la historia, docenas de best-seller traducidos a 26 idiomas, 3 series de televisión (Garfield y Sus Amigos, El Show de Garfield y Garfield originals), 3 películas y 13 programas especiales, creó todo un mundo de merchandising comercializado en 69 países.